# イタドリハムシ
イタドリハムシ（虎杖葉虫、Gallerucida bifasciata）は、鮮やかな斑紋の甲虫。ハムシとしては大柄で、テントウムシの仲間のようにも見える。別名としてカメノコウムシ（亀の甲虫）がある。

## 特徴
体長は7.5-9.5mmで、日本のハムシ科では大きい方である。全体の形は滑らかな楕円形で、背面はやや丸く盛り上がり、腹面はほぼ平ら。黒い体に、前翅の黄色い横斑が目立つ。頭部は黒く、前胸に半ば隠れる。触角は長くて体長の半分以上、各節の先端が前に突き出して鋸状になる。
前胸は黒く、その背面には一対のくぼみがあるが、全体としては滑らかでつやがある。前翅は黒くてつやがあり、多数のはっきりした点刻が列をなしている。斑紋には個体変異が大きいが、その前端から少し離れたところと、後端に近いところ、それに後端部に三列の横斑がある。それぞれの斑紋はその縁が波打ち、互いに前後につながることもある。腹面と歩脚は黒い。
幼虫はテントウムシの幼虫などに似た、やや平らな細長いもので、胸部の付属肢だけがよく発達している。体は黄色っぽい緑で、頭部などあちこちが黒い。

## 習性
成虫は春から秋に主としてイタドリの上に見られ、その葉を食べる。ほかにオオイタドリやスイバなども食草とする。人が近づくと手足を縮めてころりと落ちる擬死の習性をもつ。幼虫もイタドリの葉を食べる。
成虫越冬であり、春に越冬した成虫が食草を来訪、産卵する。孵化した幼虫はそれを食べて夏ころに新成虫が出現する。

## 分布
北海道から九州までに見られ、国外では朝鮮半島、シベリア東部、中国、台湾から知られる。

## 利害
イタドリやスイバは利用しないでもないが、特に栽培されることもないから害虫扱いはされない。

## 分類
同属には日本に他に数種あり、見かけも似ているが、本種が最も普通である。また食草も異なる。